# Canthochilum darlingtoni
Canthochilum darlingtoni är en skalbaggsart som beskrevs av Matthews 1969. Canthochilum darlingtoni ingår i släktet Canthochilum och familjen bladhorningar. Inga underarter finns listade.